# Мякинин, Александр Петрович
Алекса́ндр Петро́вич Мякинин (1868 — 30 апреля 1936, Париж) — судебный деятель, последний подольский губернатор (1915—1917).

## Биография
Православный. Из потомственных дворян Новгородской губернии. Землевладелец (2000 десятин). Сын сенатора Петра Гаврииловича Мякинина (1834—1910).
В 1889 году окончил Императорское училище правоведения с чином IX класса и поступил на службу в Министерство юстиции.
Занимал должности судебного следователя 21-го участка Варшавского округа (1893—1894), товарища прокурора Калишского окружного суда (1895—1898), товарища прокурора Варшавского окружного суда (1899—1905), прокурора Седлецкого окружного суда (1906—1911), члена Санкт-Петербургской судебной палаты (1911) и товарища прокурора Санкт-Петербургской судебной палаты (1912—1914). В 1914 году был произведен в действительные статские советники.
Перешел в Министерство внутренних дел. 28 января 1915 года был назначен Костромским губернатором, а 1 сентября того же года — переведен в Подольскую губернию. После Февральской революции подал прошение об отставке, которое было принято 10 февраля 1917 года.
В эмиграции во Франции, жил в Париже. Умер в 1936 году. Похоронен на кладбище Пантен.

## Награды
- Орден Святой Анны 3-й ст. (1901)
- Орден Святого Станислава 2-й ст. (1905)
- Орден Святого Владимира 4-й ст. (1909)